# Ilyalla (Kayao)
Pour les articles homonymes, voir Ilyalla.
Ilyalla est une localité située dans le département de Kayao de la province du Bazèga dans la région du Centre-Sud au Burkina Faso.

## Santé et éducation
Ilyalla accueille un centre de santé et de promotion sociale (CSPS).